# مایک تاورز
مایکل آنتونی تورس مونخه (اسپانیایی: Michael Anthony Torres Monge‎؛ زادهٔ ۱۵ ژانویه ۱۹۹۴) که به‌طور حرفه‌ای با نام مایک تاورز (Myke Towers) شناخته می‌شود، خواننده و رپر اهل پورتوریکو است. او در سال ۲۰۲۱ از سوی جوایز موسیقی لاتین بیلبورد به‌عنوان «هنرمند جدید سال» شناخته شد و همچنین نامزد دریافت جایزه در گرمی لاتین نیز بوده است. تا به امروز، مایک تاورز شش آلبوم استودیویی منتشر کرده و مدیریت هنری او به‌طور مشترک توسط شرکت‌های وان ورلد اینترنشنال و اس۱۰ انترتینمنت انجام می‌شود.

## اوایل زندگی
تاورز در ۱۵ ژانویه ۱۹۹۴ در منطقهٔ ریو پیدراس که امروزه بخشی از شهر سان خوآن، پورتوریکو به‌شمار می‌رود، به دنیا آمد. او از سنین پایین از موسیقی هیپ‌هاپ دههٔ ۹۰ میلادی الهام می‌گرفت و به‌طور مستقل به تمرین فری‌استایل پرداخت. سپس ضبط دموهای مختلف را آغاز کرد.